# Монголия на зимних Азиатских играх 2007
На Зимних Азиатских играх 2007 года Монголию представляли 22 спортсмена. Они сумели завоевать 1 бронзовую медаль, что вывело монгольскую сборную на 5-е место в неофициальном командном зачёте.

## Медалисты
| Бронза |                  |                         |
| №      | Спортсмены       | Вид спорта (дисциплина) |
| 1      | Унэнбатиин Марал | Фристайл (женщины)      |